# Hugo Blotius

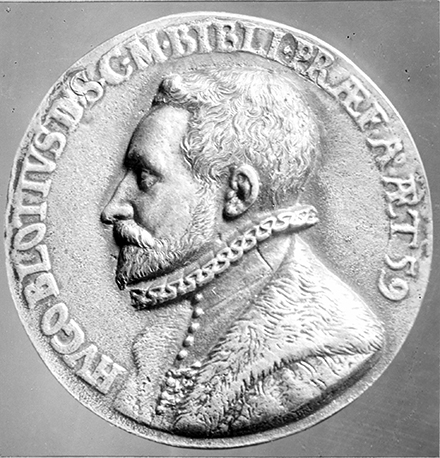
Hugo Blotius

Hugo Blotius (* 1533 in Delft; † 29. Januar 1608 in Wien) war ein holländischer Jurist und Bibliothekar.

## Leben
Blotius studierte an den Universitäten in Löwen (1558–1560), Toledo, Paris (1565–1566) Orléans (1567–1568) und Basel.
1574 wurde er auf Fürsprache des kaiserlichen Arztes Johann Crato von Krafftheim von Kaiser Maximilian II. zum Kaiserlichen Hofbibliothekar berufen. Er trat sein Amt offiziell am 15. Juni 1575 an, wie das zugehörige Anstellungsdekret aus Prag belegt. 1576 wurde er Professor für Rhetorik an der Universität Wien. Im gleichen Jahr konvertierte er vom Calvinismus zum Katholizismus.
Blotius erstellte 1576 einen alphabetischen Katalog der Bibliotheksbestände, das sogenannte Inventar von 1576, 1596 einen fünfbändigen alphabetischen Katalog sowie 1597 ein Handschrifteninventar. In seiner Anstellung als Hofbibliothekar der kaiserlichen Hofbibliothek im Minoritenkloster, das sich bis 1784 in einem südlichen Anbau an die Minoritenkirche befand, bezahlte er Veränderungen am Gebäude und Reparaturen zum Teil aus eigener Tasche, obwohl ihm sein Gehalt seitens des Hofes nur unregelmäßig ausbezahlt wurde.
Von Blotius stammt ein Kodifikationsplan. Im Jahre 1576 fasste er den Entschluss, gemeinsam mit dem Rechtslehrer
Wolfgang Püdler (1525–1595) das österreichische Gewohnheitsrecht in ein System zu bringen, zu verbessern und an seiner Schule einzuführen. Das Projekt kam allerdings nicht zur Ausführung.

## Werke
- De mensuris peregrinis Romanis et Viennensibus. ÖNB, Handschriftensammlung, Nr. 10714
- Bibliotheca in oppido Friesach. ÖNB, Cod. Ser. Nov. 2581